# Uppsala astronomiska observatorium

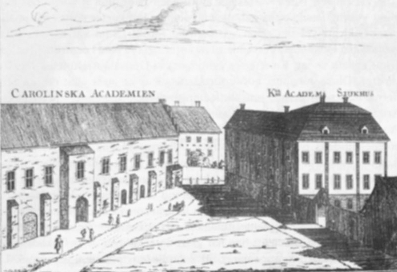
Academia Carolina (1769)

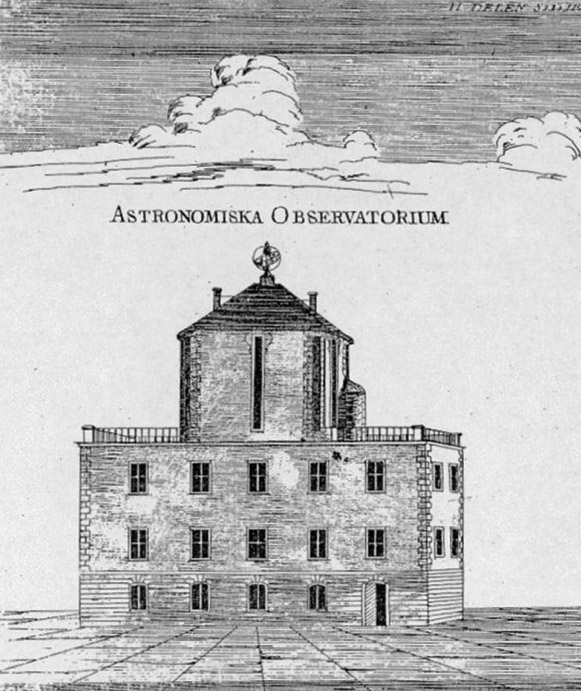
Celsiusobservatoriet (1769)

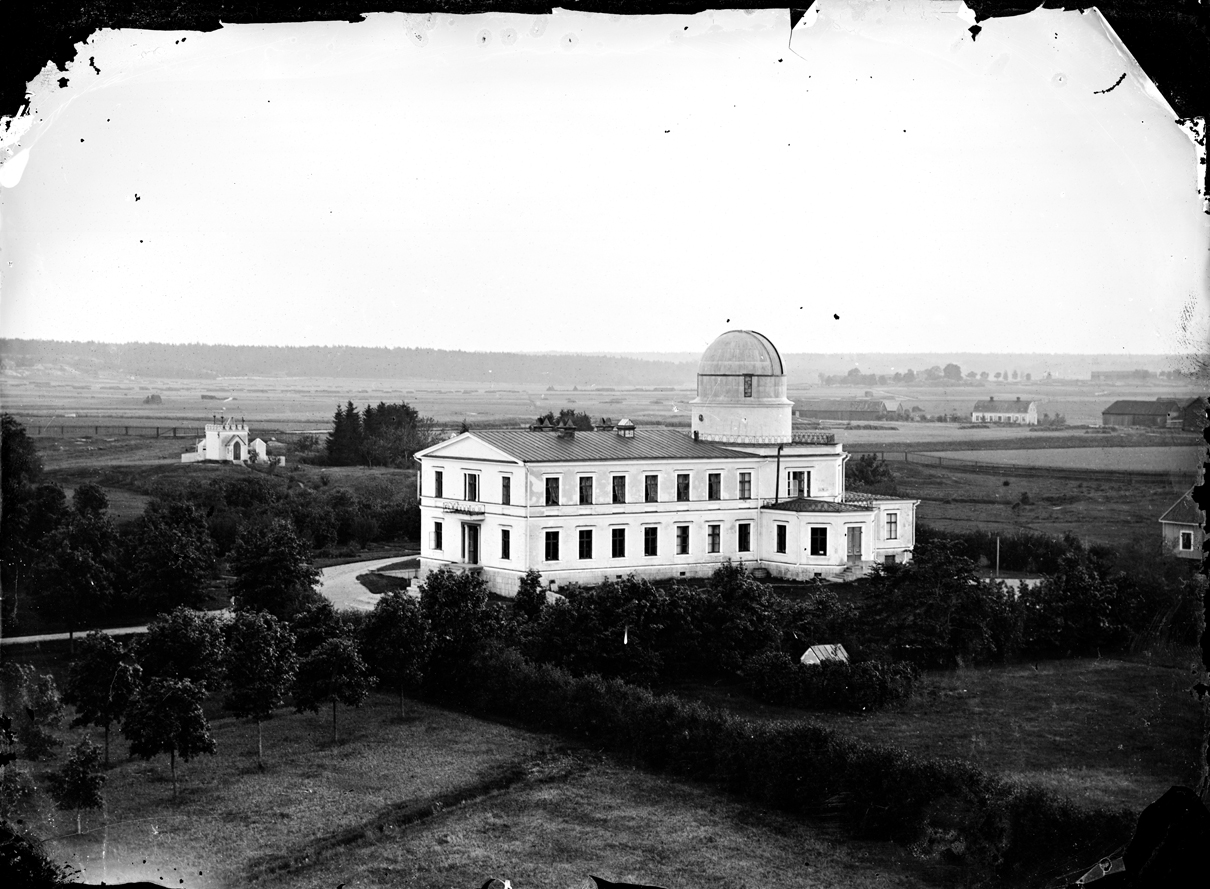
Gamla observatoriet (c:a 1880)

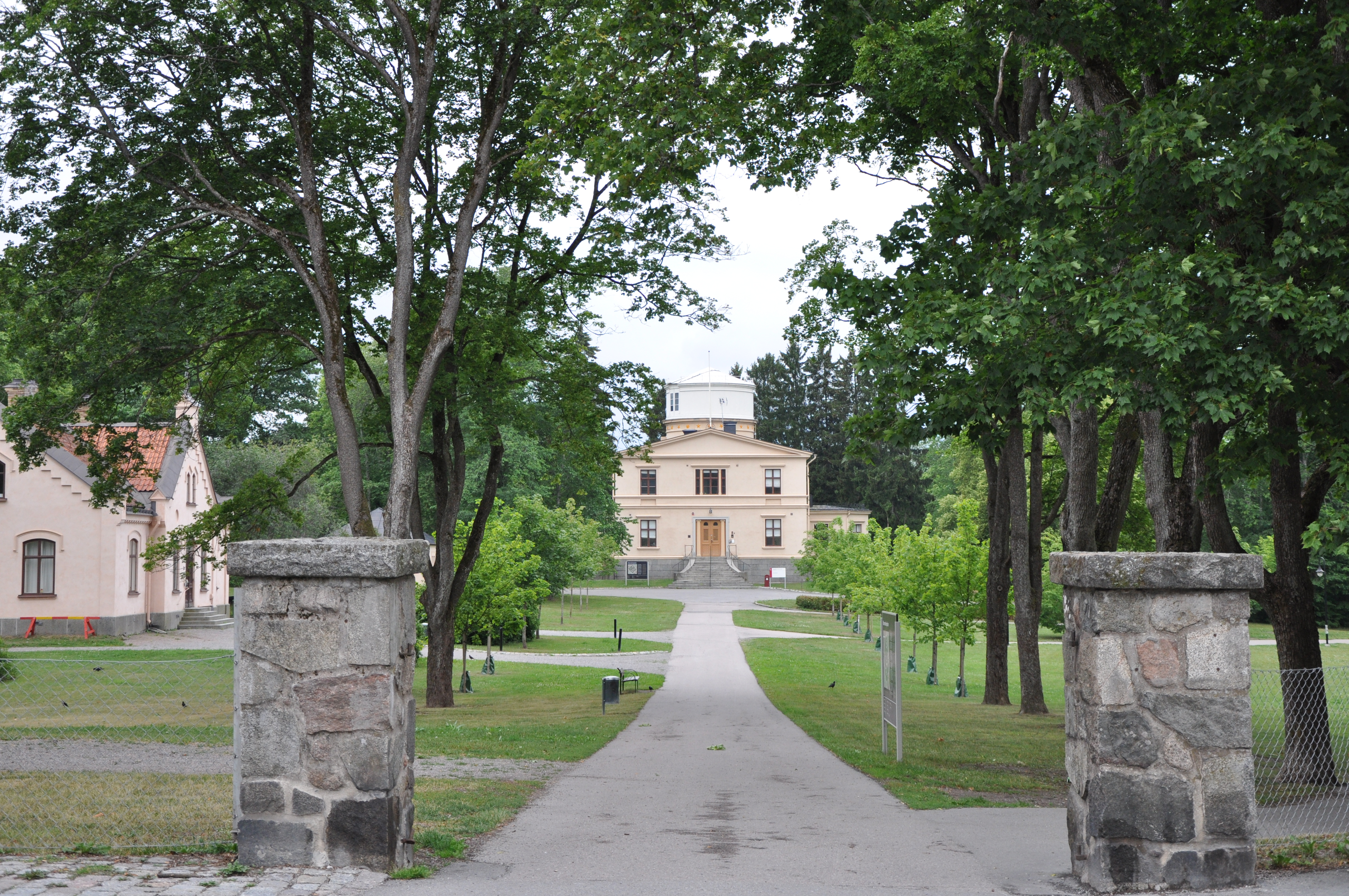
Gamla observatoriet (2011)

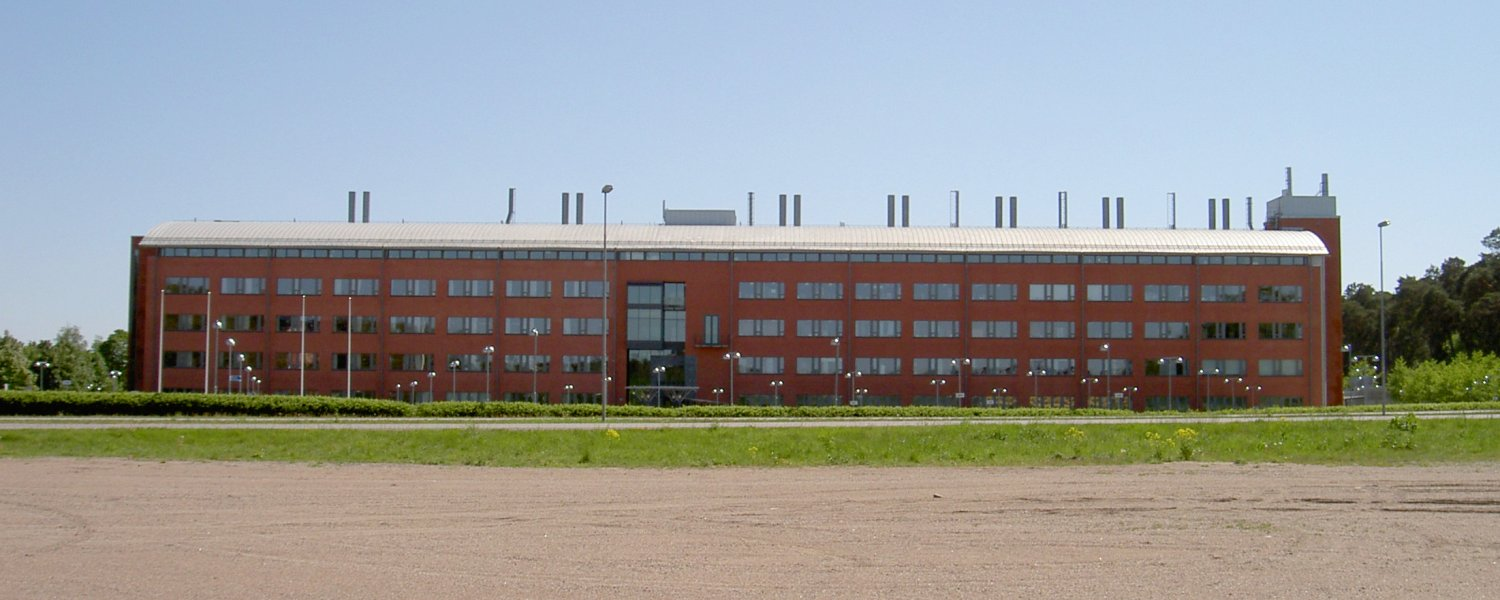
Ångströmlaboratoriet (2007)

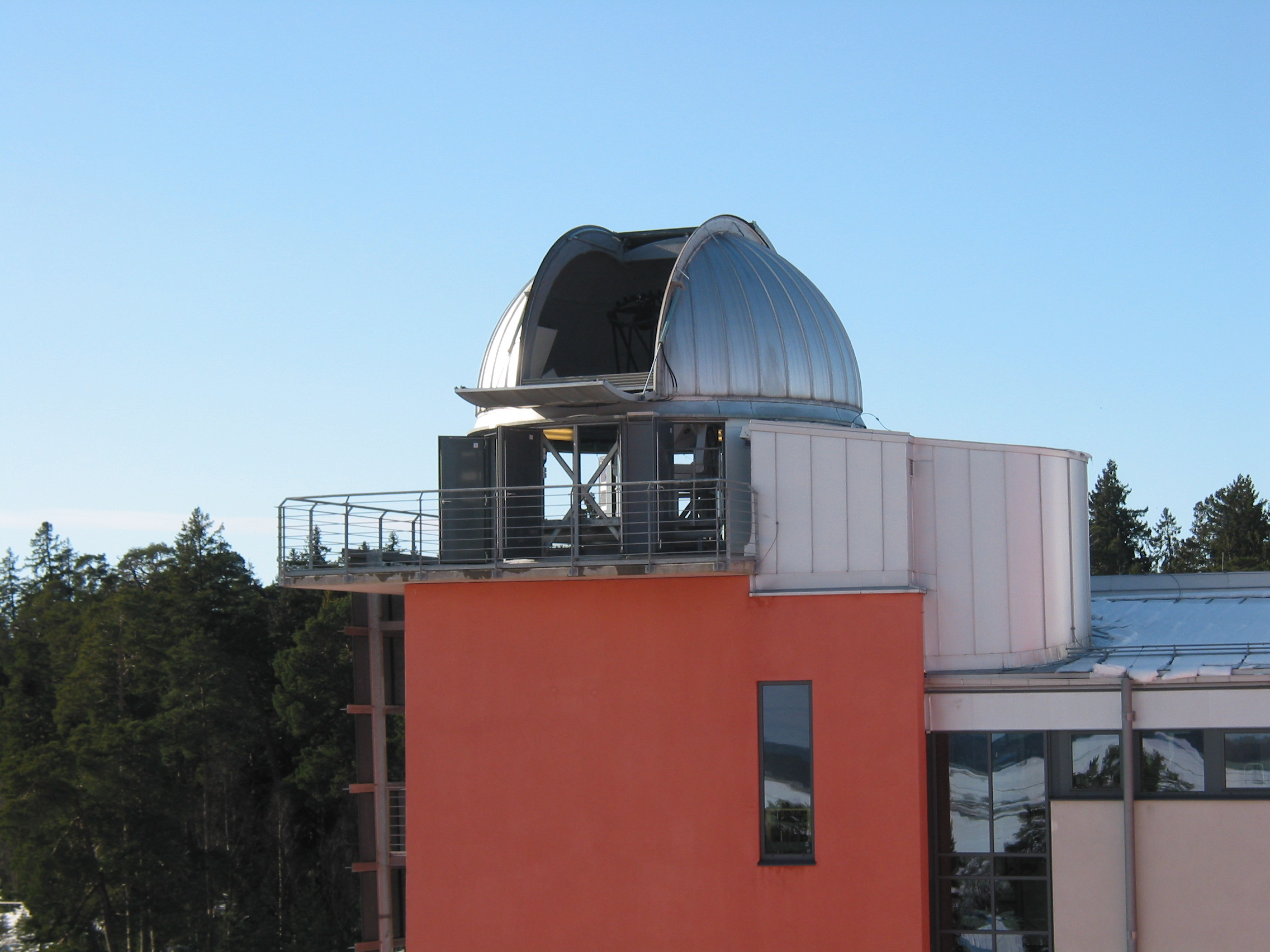
Westerlundteleskopet (2009)

Uppsala astronomiska observatorium avser de olika observatorier som använts av astronomiinstitutionen vid Uppsala universitet under tidens gång.

## Astronomihistoria vid Uppsala universitet

### Tidig astronomiundervisning
Vid sidan av teologi och filosofi är astronomi sannolikt det äldsta undervisningsämnet vid Uppsala universitet. Föreläsningsanteckningar i astronomi har bevarats från 1480-talet, endast några år efter universitetets grundande 1477. En gotlandsstudent, Olaus Gutho, studerade alla ämnen, inklusive astronomi, under sin vistelse vid universitetet åren 1477–1486, och hans noggranna föreläsningsanteckningar, samlade i sju volymer, finns bevarade på Uppsala universitetsbibliotek, Carolina Rediviva. De visar att undervisningen i astronomi grundades på Johannes de Sacroboscos bok Libellus de sphaera ("En liten bok om himmelssfärerna"). Sacrobosco (d. 1256) var professor i astronomi vid Universitetet i Paris under 1200-talets första hälft och hans bok var kurslitteratur i astronomi vid de flesta universitet ända fram till mitten av 1500-talet.

### De första astronomilärarna
Den förste till namnet kände läraren i astronomi är vadstenamunken Petrus Astronomus, som åren 1508–1509 dokumenterat föreläste vid universitetet. Han var konstruktör av Uppsala domkyrkas berömda astronomiska ur, som förstördes vid den stora stadsbranden 1702. Undervisningen bedrevs vid denna tid i domkapitelhuset, benämnt Academia Carolina, som låg vid domkyrkan med fasaden mot Riddartorget, mittemot dagens Värmlands nation och Juridicum. Även från den stora nedgångsperioden för universitetet, efter reformationen, finns bevarade föreläsningar i astronomi av Olov Luth. Han var egentligen professor i teologi, men undervisade också i elementär astronomi, fortfarande med Sacroboscos bok som kurslitteratur. Hans samlade föreläsningar från 1570-talet kom att fungera som den äldsta läroboken på svenska i ämnet.

### Den förste professorn
Den förste kände innehavaren av en professur i astronomi i Uppsala var Laurentius Paulinus Gothus, utnämnd 1593 efter restaureringen av universitetet. Han blev sedermera biskop i Strängnäs, och avled som ärkebiskop 1646.
När Uppsala universitet år 1624 erhöll den stora donationen av Gustav II Adolf, bestående av avkastningen av ett stort antal gårdar runt Uppsala, fick astronomiprofessuren som lön avkastningen av bland annat gårdarna under Sunnersta herrgård. Denna donation möjliggjorde en konsolidering av verksamheten för hela universitetet och möjligheter till expansion.

### Tidiga observatorier
Planer på att inrätta en observatoriebyggnad fanns redan under första hälften av 1600-talet och professorn i praktisk matematik, Bengt Hedræus, uppförde ett "skådetorn" vid den så kallade Hundbacken, i hörnet av S:t Johannesgatan och Övre Slottsgatan år 1649. Drottning Kristina hade beviljat anslag till Hedraeus så att han kunde bygga upp en verkstad där han tillverkade sina olika instrument, bland annat teleskop. Hedræus och Georg Stiernhielm var Sveriges första kända konstruktörer av astronomiska och geodetiska instrument; möjligen var dock Johannes Bureus före.
När Anders Spole utnämndes till professor i astronomi i Uppsala år 1679 lät han, som han tidigare gjort på sin bostad i Lund, på sitt hus i hörnet av Svartbäcksgatan och Klostergränd uppföra ett observationstorn där det fanns ett antal instrument av olika storlekar, bland annat en refraktor med en brännvidd av nästan 10 meter samt en stor kvadrant. Detta hus blev tillsammans med instrument och observationsjournaler totalt förstörda vid den stora stadsbranden i Uppsala 1702.

### Celsiusobservatoriet
Efter branden företogs de astronomiska undersökningarna på biblioteket som låg i Gustavianum. Professor Eric Burman övertalade ärkebiskop Erik Benzelius den yngre att verka för ett nytt observatorium, och riksdagen gav dem 1723 tillåtelse att uppföra ett på norra slottstornet på Uppsala slott. Pengar saknades dock, och Burman verkade förgäves under sin professur för att införskaffa finansiella medel. Först år 1741 fick Uppsala sitt första egentliga observatorium genom den kände astronomiprofessorn Anders Celsius ansträngningar. Han hade genom sitt deltagande i gradmätningsexpeditionen till Torneå 1736 blivit så berömd att statsmakterna beviljade medel att bygga om ett medeltida hus i kvarteret S:t Per till astronomiskt observatorium. Detta hus, Celsiushuset, finns ännu bevarat i dagens centrala Uppsala, med sin orientering efter det medeltida gatunätet, och en "Celsiusstaty" finns i närheten. Under sin långa utländska resa, som han genomförde direkt efter sin professorsutnämning, hade han köpt in instrument som utgjorde den tidens frontlinje inom instrumenttekniken och Celsiusobservatoriet var sålunda ett modernt välutrustat observatorium för sin tid.

### Gamla observatoriet
Vid slutet av 1700-talet var dock Celsiusobservatoriet relativt förfallet och med sin placering i stadens centrum, kringbyggt av höga hus, olämpligt för observationer. Först 1844 kunde man, genom insatser av den skicklige administratören och riksdagspolitikern Gustaf Svanberg, professor i astronomi 1842–1878, börja uppförandet av det nya observatoriet vid den så kallade "Spöbacken" mellan Rackarberget och den gamla Fjärdingstullen i vad som senare kom att kallas Observatorieparken. Observatoriet invigdes år 1853, och fick sitt första huvudinstrument, en refraktor med 24 cm objektivdiameter från firman Steinheil i München, år 1860. Detta teleskop ersattes i slutet av år 1892 av den dubbelrefraktor från samma firma, med objektivdiametrarna 36 och 33 cm, som fortfarande finns i observatoriets huvudkupol och en ny större kupol ersatte den gamla. Svanbergs observatorium i Observatorieparken kallas numera Gamla observatoriet. Teleskopen i parken används fortfarande av amatörastronomer och för visningar för allmänheten.

### Ångströmlaboratoriet
År 2000 flyttade den astronomiska institutionen till nya lokaler i Ångströmlaboratoriet, och ingår numera som en egen avdelning i Institutionen för fysik och astronomi.
Ett modernt datorstyrt teleskop med en spegeldiameter av 0,9 m, Westerlundteleskopet - som fått sitt namn efter astronomiprofessorn Bengt Westerlund, införskaffades år 2003 och finns placerat i en kupol på taket till det stora byggnadskomplexets sydligaste del.

## Forskningen vid Gamla observatoriet
Med den nya 24 cm refraktorn genomförde Herman Schultz under 1860- och 1870-talen observationer av totalt 500 "nebulosor", vilka sedan kom att ingå i den berömda NGC-katalogen, "New General Catalogue of Nebulae and Clusters of Stars", 1888. Eftersom detta var före fotografins införande i astronomin genomfördes dessa observationer helt visuellt och resultaten skrevs in i loggböcker med tillhörande tecknade skisser av objekten. 1888 blev Nils Dunér professor och han fortsatte sina, i Lund påbörjade, spektroskopiska observationer av solens rotationshastighet vid olika latituder vilket gav honom världsrykte som astrofysiker. Han blev också den som införde den fotografiska tekniken i Uppsala med den nya dubbelrefraktorn 1893, vilket innebar att de observerade objekten fotograferades på glasplåtar och att mätningarna gjordes på dessa. Dunér genomförde även spektroskopiska undersökningar av stjärnor, exempelvis när det gällde att konstatera förekomsten av kolväten i stjärnornas atmosfärer. År 1911 efterträddes Dunér av Östen Bergstrand, känd för sina mätningar av stjärnparallaxer (avstånden till stjärnor) och för teoretiska arbeten i celest mekanik. Bergstrand påbörjade även de stellarastronomiska arbeten, som sedan med stor framgång utvecklades under hans elev och efterträdare, Gunnar Malmquists professorstid 1939–1959. Malmquists metoder att undersöka stjärnfördelningen i Vintergatan och de mörka stoftmolnens avstånd och absorption av ljus används nu vid observatorier världen runt, och de så kallade "Malmquistska relationerna" hör numera till grunderna i stellarstatistiken. 1959 efterträddes Malmquist av Erik Holmberg, vilken i Lund som elev till Knut Lundmark startat undersökningar av galaxer, deras utveckling och fördelning i rymden. Dessa undersökningar fortsattes sedan av hans medarbetare i Uppsala vilket bland annat resulterade i den kända UGC-katalogen, Uppsala General Catalogue of Galaxies (Peter Nilson, 1973). År 1975 efterträddes Holmberg av Bengt Westerlund, tidigare chef för ESO - det europeiska sydobservatoriet i Chile. Westerlund studerade främst Vintergatan och två av dess satellitgalaxer, de Magellanska molnen. Bengt Gustafsson efterträdde år 1987 Westerlund, och Gustafssons forskning har främst omfattat teoretiska modeller för stjärnornas atmosfärer.

## Byggnadsminne
Det gamla observatoriet i Observatorieparken är sedan år 1935 statligt byggnadsminne.

### Webbkällor
- A brief history of astronomy at Uppsala University från astro.uu.se (engelska)